# Виноробство в Бутані
Як повідомляється, виробництво бутанського вина вперше здійснено в 1990-х роках, коли введено експериментальний виноградник у Паро (на висоті 2300 м) поблизу Тхімпху, столиці Бутану.Вважається, що австралійська винна компанія Taltarni надавала технічну допомогу, але невідомо, чи було якесь вино успішно вироблено.
2 квітня 2019 року американська винна компанія Bhutan Wine Company у партнерстві з співробітниками Бутану висадила перший винний виноградник у Бутані - виноградник Yusipang. Першою лозою в землі був Мерло.
4 квітня 2019 року Bhutan Wine Company висадила другий невеликий виноградник: виноградник Баджо. Сорти включали Мерло, Каберне, Каберне Фран, Сіра, Піно Нуар, Шардоне, Совіньйон Блан, Мальбек та Петі Мансенг. Усі виноградні лози походили з розплідників Sunridge у Каліфорнії.
8 та 10 квітня 2019 року Bhutan Wine Company висадила третій і четвертий виноградники Королівства в Паро та Лінгметангу.
Станом на 11 травня 2019 року на цих початкових виноградниках розчищено та посаджено ще 2 акри.